# Schistochila rigidula
Schistochila rigidula là một loài rêu trong họ Schistochilaceae. Loài này được Horik. mô tả khoa học đầu tiên.
Danh pháp khoa học của loài này chưa được làm sáng tỏ. 